# 梁仲芬
梁仲芬（英語：Freda Leung Chung Fun，1960年10月5日—），香港無綫電視前女藝員，1981年度香港小姐競選「最上鏡小姐」得主，參選時的職業是幼兒中心助理員，賽後加入無綫電視。其演藝生涯無太多作品，比較著名的有在《香港八一》至《香港八六》系列處境喜劇中飾演何雪萍一角。該劇結束後，梁仲芬前往美國進修，退出娛樂圈，1989年起定居美國。
生平簡介：據《香港小姐與香港電影》一書的資料，梁仲芬的父母在她年幼時已去世，梁女士由她外婆撫養長大。

## 電視劇（無綫電視）
- 1981年－1986年 《香港八一》至《香港八六》 飾 何雪萍（阿萍）
- 1986年 《影》（一集完）

## 電影
- 1983年 《瘋狂83》 飾 何雪萍

## 鏈接
- 1981年香港小姐
- 梁仲芬在香港影庫上的簡介

| 前任： 戴月娥 | 香港小姐競選最上鏡小姐 1981年 | 繼任： 夏淑玲 |